# Stawiski
Stawiski (em polonês/polaco:  [staˈvʲiskʲi]ⓘ) é um município no nordeste da Polônia. Pertence à voivodia da Podláquia, no condado de Kolno. É a sede da comuna urbano-rural de Stawiski. Nos anos 1975–1998 a cidade pertenceu administrativamente à voivodia de Łomża.
O município está localizado no rio Dzierzbia, na histórica Mazóvia.
Existe uma igreja no município, a qual é a sede da paróquia de Santo Antônio de Pádua. Na estrutura da Igreja Católica de Rito Latino, a paróquia pertence à metrópole de Białystok, à diocese de Łomża e à forania de Jedwabne.
Estende-se por uma área de 13,2 km², com 1 991 habitantes, segundo o censo de 31 de dezembro de 2024, com uma densidade populacional de 150 hab./km².

## História

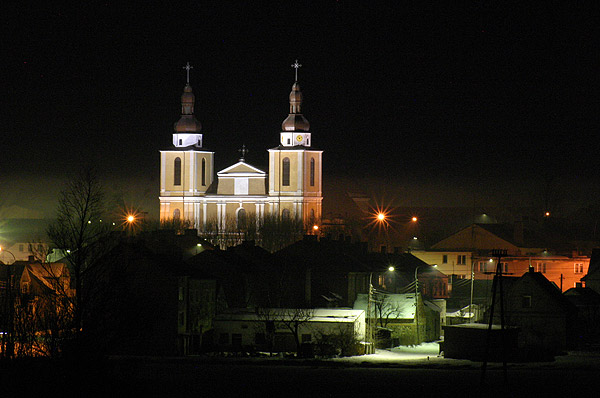
Vista noturna da igreja de Santo Antônio de Pádua na praça principal

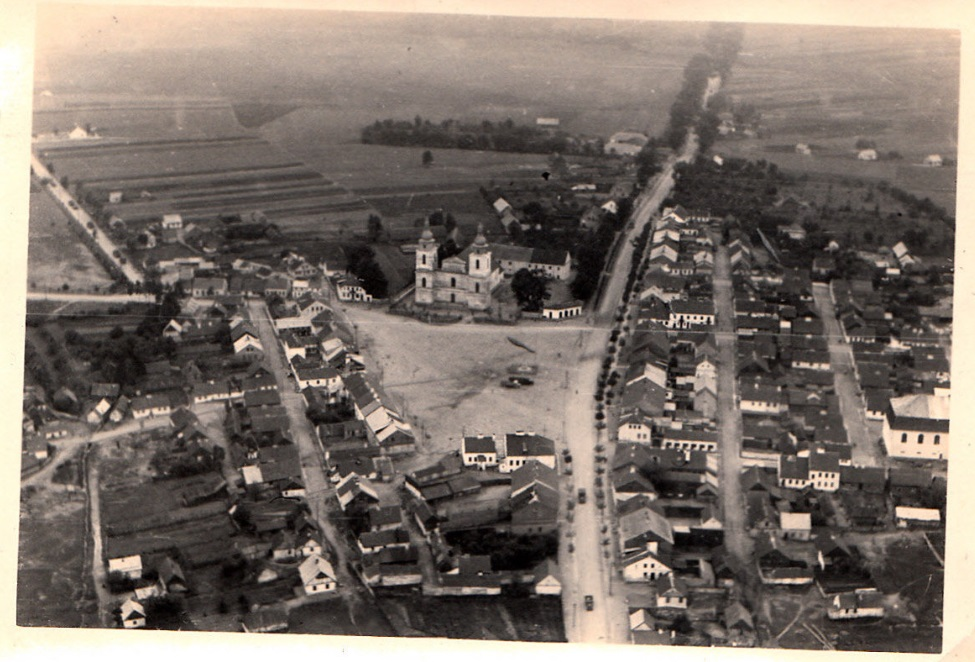
Stawiski em uma foto aérea do período da Segunda Guerra Mundial

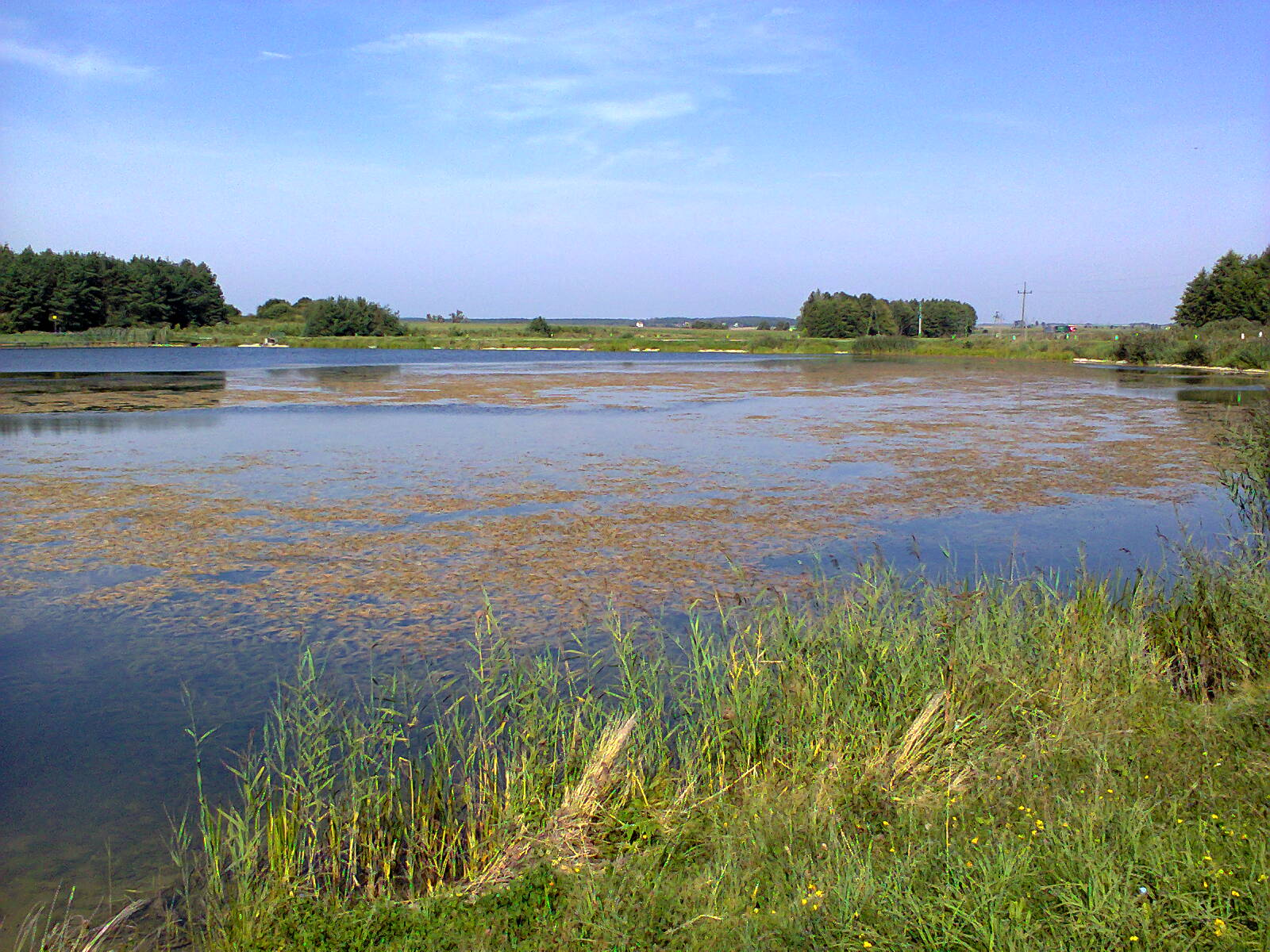
Lagoa em Stawiski

Originalmente uma vila, fundada por Kurzywek do brasão Awdaniec, que nos anos 1407–1411 recebeu uma área da floresta pelo rio Dzierzbia. A vila existia desde 1375 ou um pouco antes. Pertenceu a diferentes proprietários. Entre eles: Radzanowski, Niszczycki, Grabowiecki, Wegierski, Zamoyski do brasão de armas de Grzymała, Skrodzki, novamente Zamoyski, Drozdowski, Karukowski, Bikowski e finalmente no século XX — Kisielnicki.
A princípio, Stawiski situava-se na Terra de Wiśka, em 1379, como resultado da aprovação da divisão da Mazóvia por Siemowit III entre Janusz I e Siemowit IV, foram incorporados à Terra de Łomża.
A vila nobre de Stawiski situava-se na segunda metade do século XVI no condado de Kolno da região de Łomża.
Graças aos esforços de Fortunat Zamoyski, por volta de 1698–1702, ela recebeu os privilégios de cidade. A mudança de nome para Fortunatowo introduzida na época não persistiu. Nos anos 1870–1921, Stawiski não tinha direitos municipais.
O centro da planta da cidade é a praça do mercado trapezoidal, que originalmente era uma praça do mercado na junção das estradas de Łomża e Wizna. A estrada Varsóvia-Suwałki atravessava a fachada oeste da praça. É uma antiga rota comercial, constituindo o eixo do traçado urbano. Os edifícios do sul, perto da praça do mercado, estão representados pela igreja e o antigo mosteiro franciscano, trazido para Stawiski em 1688. Ao sul da praça do mercado, há um complexo de edifícios da estação de correios de 1828. Na parte sudoeste da cidade, havia uma sinagoga de tijolos, mencionada em 1739, demolida em 1942. Hoje, o prédio da sinagoga abriga um cinema e um quartel de bombeiros. O cemitério judaico localizado fora da cidade também foi destruído. Lápides e sarcófagos situados em uma pequena colina em frente à entrada da cidade desabaram no chão. Perto da estrada em direção a Łomża, na área do antigo cemitério, chamado Mogiłki, há um castro. Uma placa de beira de estrada informa sobre isso.
A construção da igreja começou em 1788, concluída nos anos de 1813–1818, com exceção das torres. Inaugurada em 1822. Em 1927, foram acrescentadas as torres. Elas foram destruídas durante a Segunda Guerra Mundial e reconstruídas em 1951–1952. A igreja basílica de estilo barroco tardio tem três naves. No altar-mor encontra-se uma pintura da Mãe de Deus com o Menino Jesus de finais do século XVII, com uma pintura de São José da primeira metade do Século XIX. Uma grande cruz é visível no topo do altar. Nas laterais há estátuas de São Pedro e São Paulo de 1954. Os altares laterais foram efetuados na primeira metade do século XVIII, e reconstruído no presente século. Há uma lápide classicista de Stanisław Kisielnicki na igreja, feita de gipsita em 1869.
O mosteiro, agora uma reitoria, foi construído em 1791 pelos franciscanos. Eles foram removidos de Stawiski em 1867 por apoiar a Revolta de Janeiro. Metade do edifício do mosteiro foi convertido e destinado a fins seculares. Inicialmente abrigou um quartel, depois uma escola e, por volta de 1935, várias celas do primeiro andar foram convertidas em sala de teatro. A ligação entre o mosteiro e a igreja foi demolida.
Durante a Revolta de Kościuszko, de 1 a 2 de julho de 1794, o general A. Karwowski organizou um acampamento para as tropas insurgentes e depois entrou em confronto com os prussianos perto de Lachów. Em 1812, Stawiski foi consumida por um incêndio. A cidade reconstruída tornou-se um centro famoso pela produção de casacos, panos e chapéus de pele de carneiro. Havia também curtumes ativos e tinturarias.
Mais uma vez, Stawiski foi incendiada em julho de 1915 durante a luta entre os exércitos russo e prussiano. Uma batalha com os bolcheviques foi travada perto de Stawiska em julho de 1920.
Como recordação da luta pela reconquista da independência em 1918 e das lutas de 1920, em 1924, na praça do mercado, sobre um pedestal de cimento, foi exposta uma imagem da Águia Branca se preparando para voar.
Durante a ocupação nazista, em 17 de agosto de 1941, os alemães estabeleceram um gueto para residentes judeus. Cerca de 200 pessoas ficaram lá. Em 2 de novembro de 1942, os alemães finalmente liquidaram o gueto. Os judeus foram transportados para o gueto em Bogusze.
Akiba Rubinstein, um dos maiores enxadristas do mundo, nasceu em Stawiski em 12 de dezembro de 1882. Na década de 1920, mudou-se para Bruxelas, onde faleceu em 14 de março de 1961.
Durante a Segunda Guerra Mundial, havia um gueto judeu na cidade e um posto avançado do Exército da Pátria sob o comando do capitão Władysław Steczkowski “Águia Branca”.

## Demografia
Conforme os dados do Escritório Central de Estatística da Polônia (GUS) de 31 de dezembro de 2024, Stawiski é uma cidade muito pequena com uma população de 1 991 habitantes (33.º lugar na voivodia da Podláquia e 870.º na Polônia), tem uma área de 13,2 km² (28.º lugar na voivodia da Podláquia e 494.º lugar na Polônia) e uma densidade populacional de 150 hab./km² (31.º lugar na voivodia da Podláquia e 914.º lugar na Polônia). Nos anos 2002–2024, o número de habitantes diminuiu 20,6%.
Os habitantes de Stawiski constituem cerca de 5,61% da população do condado de Kolno, constituindo 0,18% da população da voivodia da Podláquia.
| Descrição                         | Total      | Total    | Mulheres   | Mulheres | Homens     | Homens   |
| --------------------------------- | ---------- | -------- | ---------- | -------- | ---------- | -------- |
| unidade                           | habitantes | %        | habitantes | %        | habitantes | %        |
| população                         | 1 991      | 100      | 1 003      | 50,4     | 988        | 49,6     |
| superfície                        | 13,2 km²   | 13,2 km² | 13,2 km²   | 13,2 km² | 13,2 km²   | 13,2 km² |
| densidade populacional (hab./km²) | 150        | 150      | 75,6       | 75,6     | 74,4       | 74,4     |

Segundo o Censo Geral de 1921, 3 017 pessoas viviam aqui, 1 071 eram católicos, 1 ortodoxo, 24 evangélicos, 1 armênio-gregoriano e 1 920 judeus. Ao mesmo tempo, 1 119 habitantes declararam nacionalidade polonesa, 1 alemão, 1 896 judeus e 1 armênio. Havia 248 edifícios residenciais.
Consoante os dados de 30 de junho de 2012, a cidade tinha 2 419 habitantes.

## Monumentos históricos
- A área de uma parte da cidade;

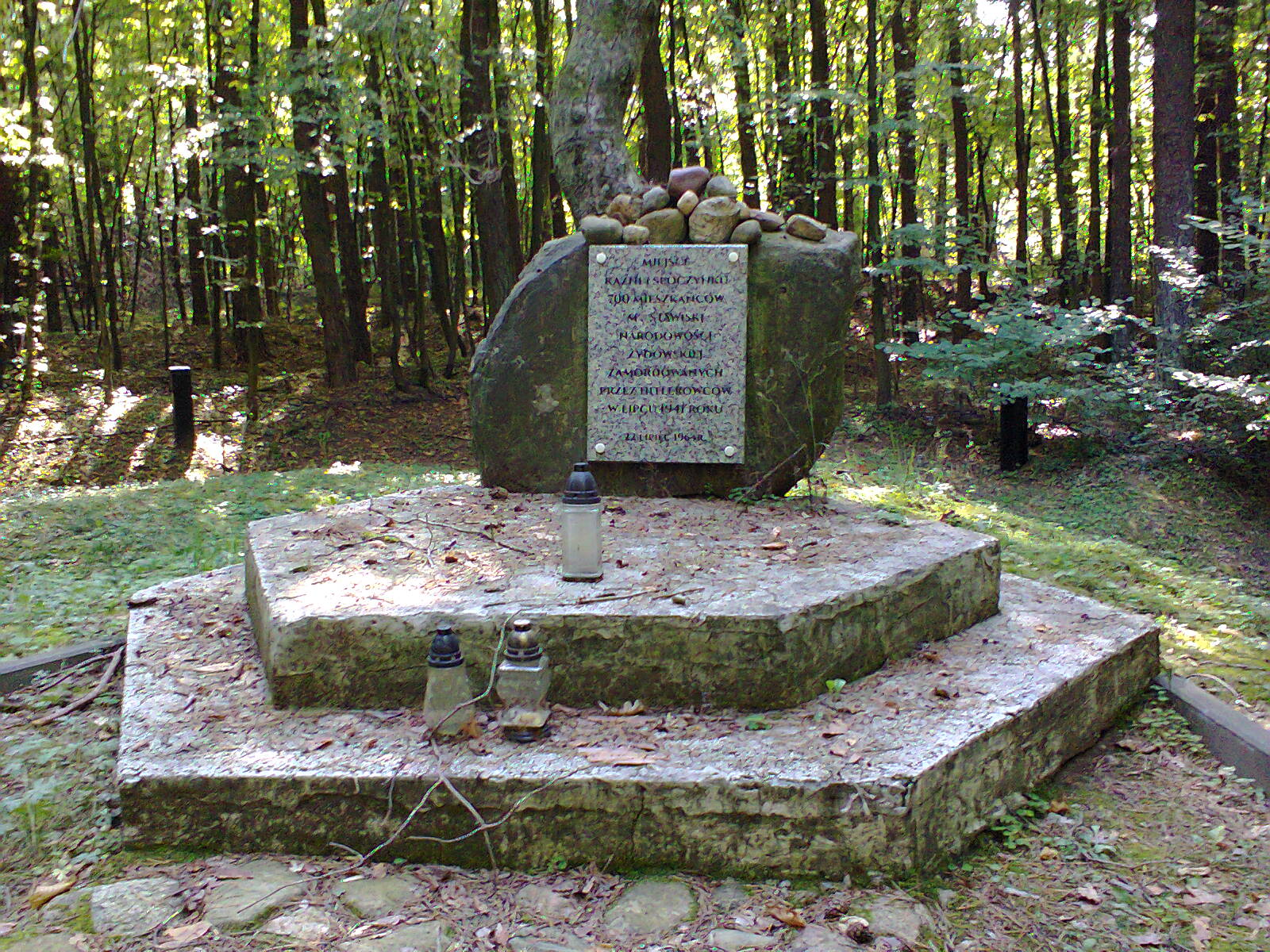
Cemitério judaico do período da Segunda Guerra Mundial, na floresta “Płaszatka”

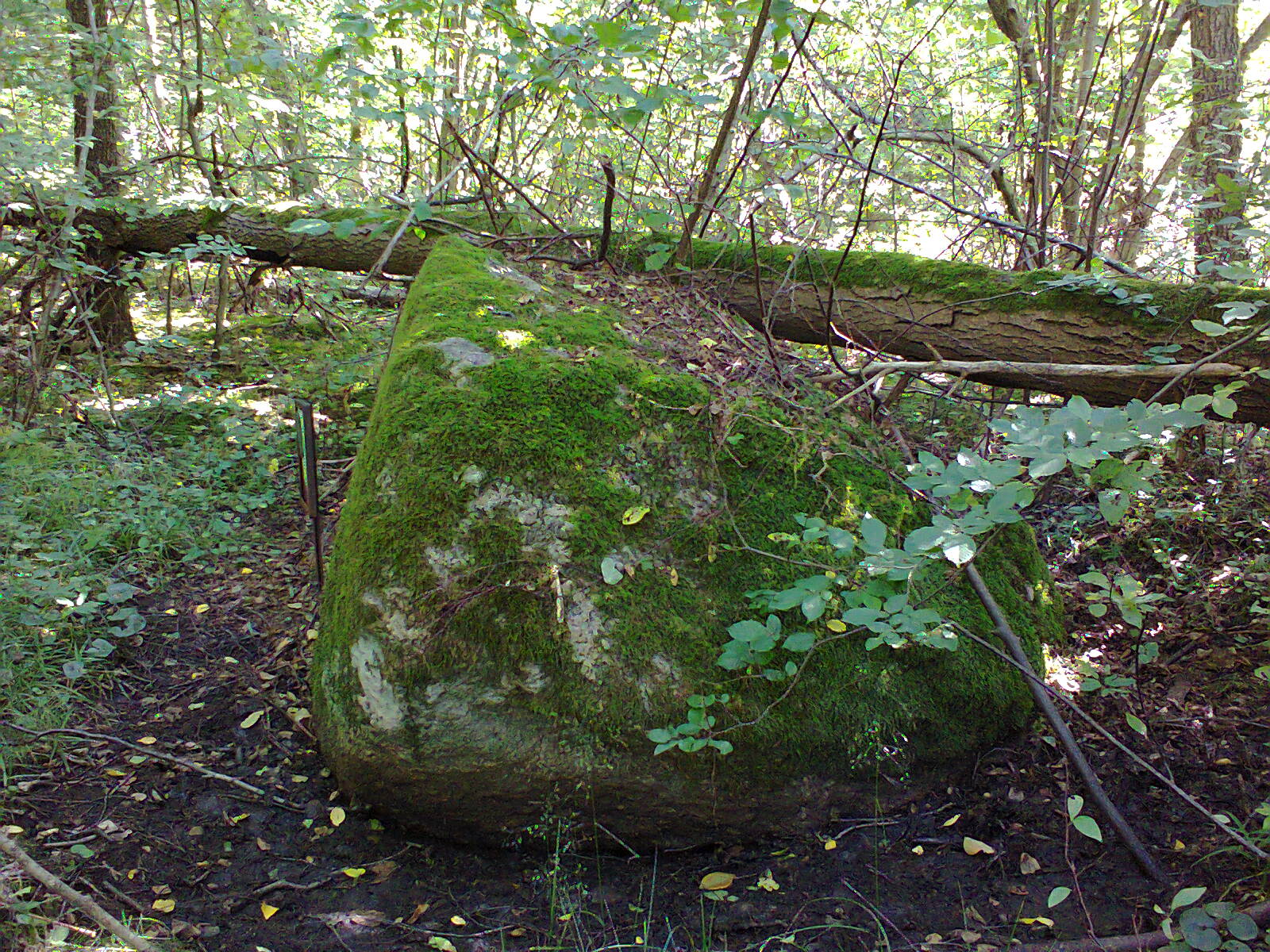
Bloco errático — um monumento natural localizado em uma floresta a algumas centenas de metros ao sul da cidade

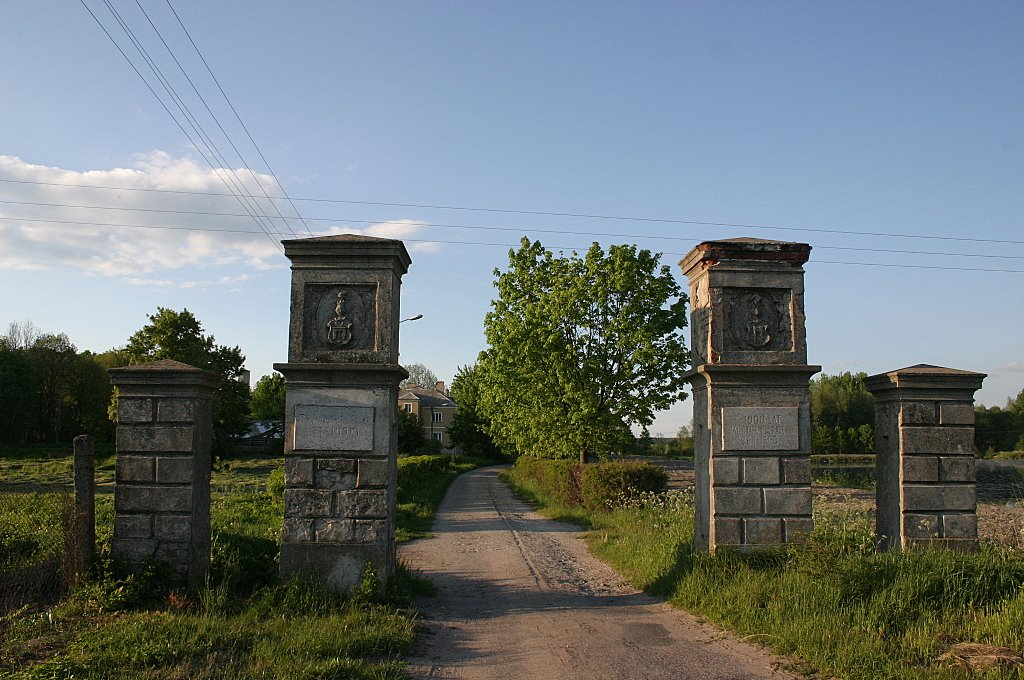
Portão da família Kisielnicki

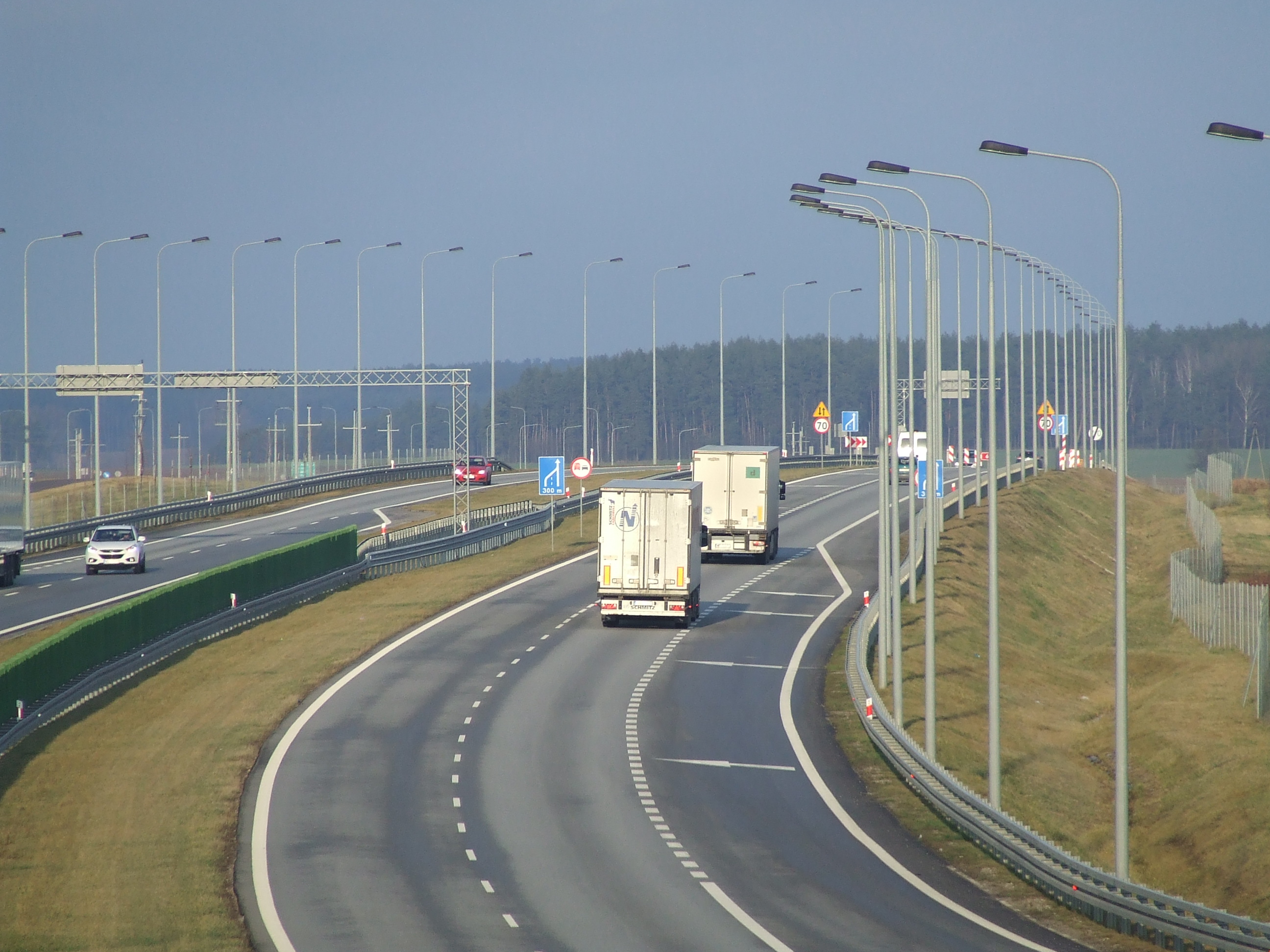
Desvio de Stawiski

- Complexo do mosteiro franciscano, século XVII-XIX:
  - Igreja paroquial de Santo Antônio, séculos XVII/XVIII, anos 1790–1819, 1951–1952;[10]
  - Mosteiro, hoje presbitério, séculos XVII/XVIII, 1788;
- Cemitério católico, fechado, fora da cidade, da segunda metade do século XIX;
- Cemitério judaico, primeira metade do século XIX;[11]
- Cemitério judaico do período da Segunda Guerra Mundial, na floresta “Płaszatka”;
- Parque senhorial com sistema de ruelas e tílias ao longo da fronteira do parque, junto à estrada Łomża — Grajewo, século XIX;
- Complexo de correios, rua Łomżyńska 21, 2.º quartel do século XIX:
  - Correios (edifício principal);
  - Cocheira;
  - Estábulo.

## Transportes
Uma importante rota de transporte rodoviário atravessa a comuna de Stawiski, em direção ao lago Suwałki-Augustów.
As seguintes estradas passam pela cidade:
- — um anel viário que contorna a cidade de oeste e noroeste, fazendo parte da estrada nacional n.º 61 que liga Varsóvia a Augustów;
- — em direção a Kolno, conectando com a estrada S61 na junção “Stawiski”;
- — em direção a Nowogród.

## Educação
Escolas primárias
• Escola primaria Tadeusz Kościuszko em Stawiski (rua Polowa 12)
Complexo Escolar e Jardim de Infância
Ginásio
- Colégio Adam Mickiewicz em Stawiski (rua Polowa 26)[13]

Escolas secundárias
- Complexo de escola secundária em Stawiski (rua Polowa 26)

Escolas filiais
- Escola filial em Budy Stawiska[14]
- Escola filial em Jurzec Szlachecki[15]
- Escola filial em Dzierzbia[16]

## Cultura
A difusão da cultura é feita pelo Centro Municipal de Cultura e Esportes, que inclui a Biblioteca Pública. Uma de suas tarefas é organizar vários tipos de eventos comunitários. No Centro Municipal existem, entre outros: Dia dos Namorados, Dia das Crianças, Saudação de Verão, Dia da Independência, Dia de São Nicolau, Férias das Crianças. No Centro Cultural Municipal também acontecem aulas de dança, música, teatro, leitura na biblioteca, clubes extracurriculares, aulas com escoteiros e o Clube Sênior.

## Esportes
Em Stawiski, existe um time de futebol, GKS Stawiski, fundado em 2008, jogando na Klasa okręgowa.